# 利特 (內華達州)
利特（英語：Leete）是位於美國內華達州邱吉爾縣的鬼鎮。

## 歷史
利特的郵局於1899年設立，其後於1912年停運。

## 地理
利特所處的海拔為高於海平面1231米（即4039英呎），而該地所採用的時區為UTC-8，即太平洋时区（PST）。同時該地設有夏令時間，為UTC-8調快一小時，即UTC-7（PDT）。